# 舍夫琴科韋 (特諾皮爾州)
49°35′52″N 25°59′3″E / 49.59778°N 25.98417°E
舍夫琴科韋（烏克蘭語：Шевченкове）是烏克蘭的村落，位於該國西部捷爾諾波爾州，由捷尔诺波尔区負責管轄，始建於1770年，面積1.6平方公里，2001年人口153，人口密度每平方公里95.6人。